# りんくうタウン駅
りんくうタウン駅（りんくうタウンえき）は、大阪府泉佐野市りんくう往来北にある、南海電気鉄道・西日本旅客鉄道（JR西日本）の駅である。駅番号は南海がNK31、JR西日本がJR-S46。

## 概要
関西国際空港の対岸にあり、同港の開港に合わせて開発された副都心、りんくうタウンの中心部に位置している。
南海の空港線と、JR西日本の関西空港線が乗り入れているが、両路線は当駅から関西空港駅まで施設を共用している。ただし、当駅から関西空港駅までの区間においては、南海・JR西日本とも線路を保有しない第二種鉄道事業者となっており、線路を保有している第三種鉄道事業者は新関西国際空港である。当駅は両社の共同使用駅であり、南海の管轄駅である。南海は泉佐野駅が、JR西日本は関西空港駅がそれぞれ当駅を管理している。
当駅にはJR西日本のみどりの窓口も設置されているが、業務はJR西日本交通サービスに委託されている。関空特急はるかを除く全列車が当駅に停車する。
当駅 - 関西空港駅間は特定運賃が適用されており、南海・JR西日本ともに大人370円・小児180円である。なお、改札口は本駅では共用しているが、関西空港駅では両社で別となっているため、当駅→関西空港駅間の利用に限り、相互の普通乗車券でどちらの改札口でも係員に申告することなくそのまま出場できる制度がある。
南海・JR西日本の接続駅で、改札を出ずに乗換が可能な共同使用駅なのは、2023年現在では当駅が唯一である。また、当駅は南海の駅で唯一漢字を一切含まない駅名である。

## 歴史
- 1994年（平成6年）6月15日：JR関西空港線および南海空港線の開通と同時に、両線の共同使用駅として開業[1]。
- 1995年（平成7年）4月20日：JR関西空港線で関空特快「ウィング」の運転を開始。同列車の停車駅となる（1999年5月10日廃止）。
- 2003年（平成15年）
  - 2月22日：南海空港線の開業当初は通過していた特急「ラピートα・β」が停車するようになり、南海空港線を走行する全列車の停車駅となる。
  - 11月1日：JR西日本でICカード「ICOCA」の利用が可能となる。
- 2006年（平成18年）7月1日：南海でICカード「PiTaPa」の利用が可能となる。
- 2012年（平成24年）4月1日：南海で駅ナンバリングが導入され、使用を開始する[2][3]。
- 2018年（平成30年）
  - 3月17日：JR西日本で駅ナンバリングが導入され、使用を開始。
  - 9月4日：台風21号の影響で関西国際空港連絡橋にタンカーが衝突し[4]、連絡橋が損傷したため南海・JRともに不通となり、営業を取り止める[5]。
  - 9月8日：日根野駅・泉佐野駅から当駅までの営業を再開[6][7]。りんくうタウン駅から関西空港までは臨時シャトルバスが運転される体制となる。
  - 9月18日：関西空港駅が営業再開し、通常運転に戻る（臨時シャトルバスは前日をもって運行終了）[8]。

## 駅構造
島式ホーム2面4線を有する高架駅。2階にある改札およびコンコースおよびトイレは、南海とJR西日本とで共用している。自動改札機設置。
ホームは3階にあり、外側の2線（1・4番のりば）を南海が、内側の2線（2・3番のりば）をJR西日本が、それぞれ使用している。
券売機は南海・JR西日本で別々に設けられている。会社別に改札が分離されている関西空港駅と違い、当駅は改札・ホームともに両社で共用しているため、コンコースにICカード用乗り換え改札機が設置されている。
入出場用の改札機は、一時期南海とJR西日本とで利用できる交通系ICカードが異なっていたため、両社それぞれが設置していた時期もあったが、両者とも交通系ICカード全国相互利用サービスに完全対応して以降は、南海が管理する改札機に統一されている。その後、南海専用としてクレジットカードのタッチ決済に対応した改札機も別途設置されている。
駅名標は南海仕様とJR西日本仕様とが混在している。駅構内のサイン類やホームの自動放送は南海仕様である。
前述の通り当駅 - 関西空港駅間では南海・JR西日本ともに同じ線路を使用する。関西空港駅側には上り線から下り線への片渡り線があり、3・4番のりばから関西空港駅方面への出発も可能である。

### のりば
| のりば | 路線         | 方向 | 行先                     |
| ------ | ------------ | ---- | ------------------------ |
| 1      | 南海空港線   | 下り | 関西空港方面             |
| 2      | JR関西空港線 | 下り | 関西空港方面             |
| 3      | JR関西空港線 | 上り | 日根野・天王寺・大阪方面 |
| 4      | 南海空港線   | 上り | なんば・和歌山市方面     |

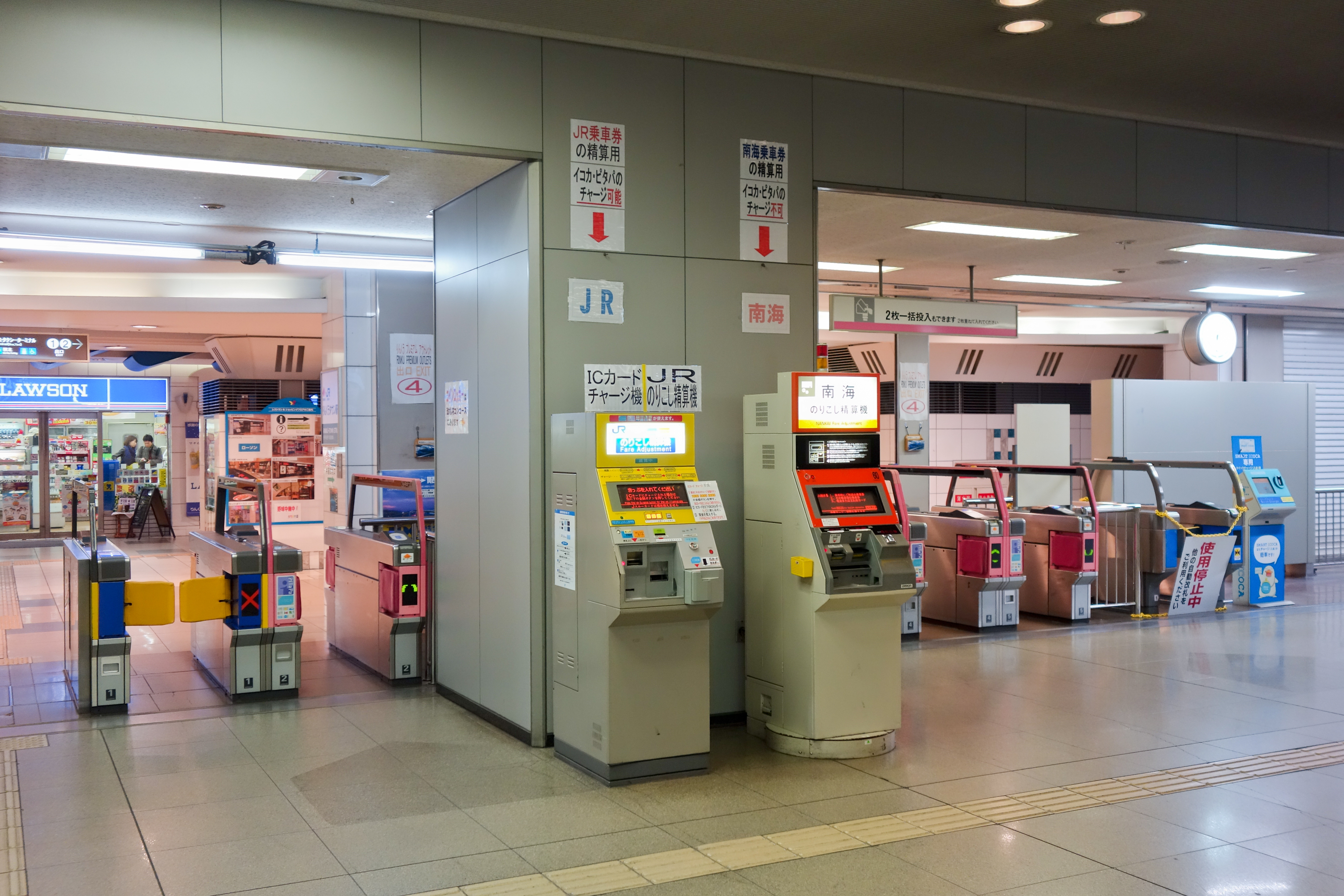
改札口（2013年11月）
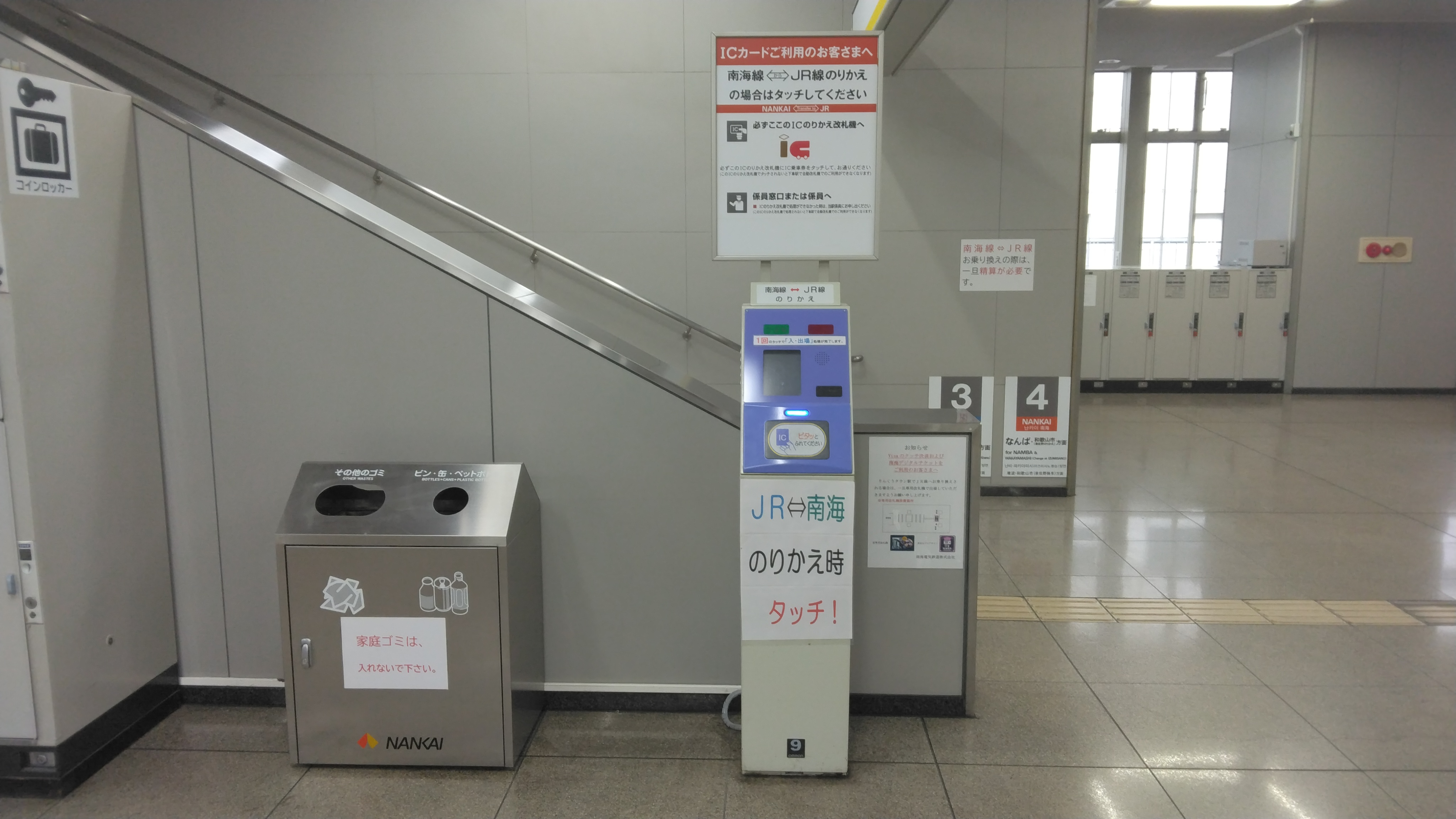
ICカード乗り換え改札機（2023年5月）
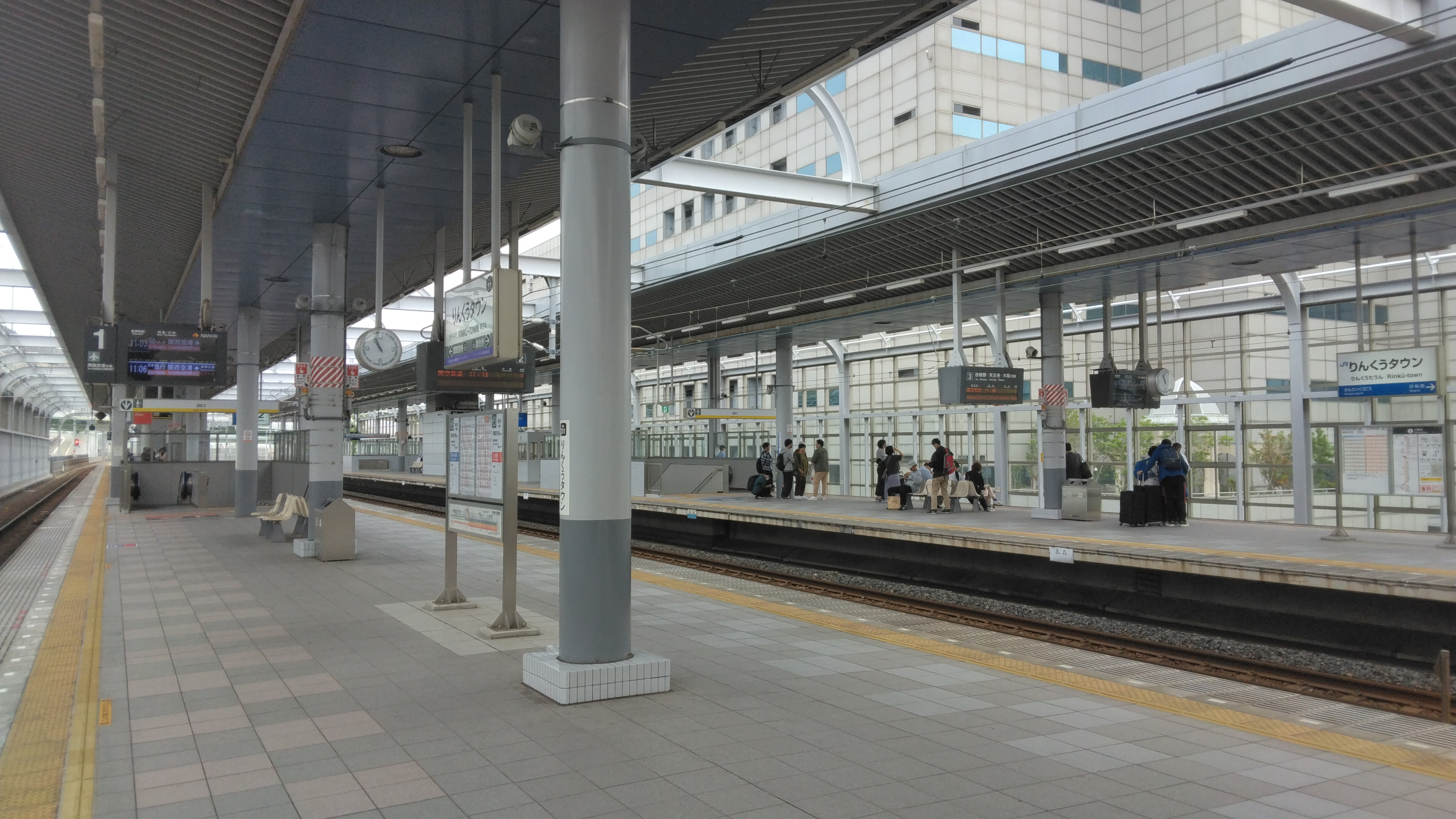
プラットフォーム（2023年5月）

### 配線図
| ← 阪和線 天王寺方面 ← 南海本線 難波方面 | 日根野駅・長滝駅・泉佐野駅・羽倉崎駅・りんくうタウン駅・関西空港駅 配線略図 | → 阪和線 和歌山方面 → 南海本線 和歌山市方面 |
| 凡例 出典:                              |                                                                             |                                             |

## 利用状況
- 南海電気鉄道 - 2019年（令和元年）次の1日平均乗降人員は12,394人（乗車人員：6,263人、降車人員：6,148人）である
南海の駅100駅中北助松駅に次いで第24位[12]。
- JR西日本 - 2020年（令和2年）度の1日平均乗車人員は2,557人である。

駅開業後の1日平均乗降・乗車人員推移は以下の通り。
| 年度 年次 | 南海電気鉄道     | 南海電気鉄道     | 南海電気鉄道 | JR西日本         | 出典   |
| 年度 年次 | 1日平均 乗降人員 | 1日平均 乗車人員 | 順位         | 1日平均 乗車人員 | 出典   |
| --------- | ---------------- | ---------------- | ------------ | ---------------- | ------ |
| 1994年    | 4,118            | 2,039            | -            | 919              | [ 13 ] |
| 1995年    | 4,271            | 2,085            | -            | 1,280            | [ 14 ] |
| 1996年    | 5,112            | 2,517            | -            | 1,685            | [ 15 ] |
| 1997年    | 5,756            | 2,919            | -            | 1,969            | [ 16 ] |
| 1998年    | 5,905            | 3,040            | -            | 2,136            | [ 17 ] |
| 1999年    | 5,881            | 3,051            | -            | 2,034            | [ 18 ] |
| 2000年    | 6,704            | 3,480            | -            | 2,439            | [ 19 ] |
| 2001年    | 6,896            | 3,579            | -            | 2,569            | [ 20 ] |
| 2002年    | 6,764            | 3,507            | -            | 2,580            | [ 21 ] |
| 2003年    | 6,432            | 3,354            | -            | 2,334            | [ 22 ] |
| 2004年    | 6,505            | 3,383            | -            | 2,410            | [ 23 ] |
| 2005年    | 6,625            | 3,449            | -            | 2,364            | [ 24 ] |
| 2006年    | 7,203            | 3,737            | -            | 2,417            | [ 25 ] |
| 2007年    | 7,931            | 4,108            | -            | 2,552            | [ 26 ] |
| 2008年    | 8,335            | 4,333            | -            | 2,633            | [ 27 ] |
| 2009年    | 7,928            | 4,103            | -            | 2,522            | [ 28 ] |
| 2010年    | 8,062            | 4,166            | -            | 2,460            | [ 29 ] |
| 2011年    | 7,821            | 4,018            | 37位         | 2,392            | [ 30 ] |
| 2012年    | 8,286            | 4,277            | 35位         | 2,623            | [ 31 ] |
| 2013年    | 8,601            | 4,430            | 34位         | 2,663            | [ 32 ] |
| 2014年    | 8,850            | 4,541            | 31位         | 2,753            | [ 33 ] |
| 2015年    | 9,792            | 5,003            | 27位         | 2,988            | [ 34 ] |
| 2016年    | 10,467           | 5,316            | 27位         | 3,112            | [ 35 ] |
| 2017年    | 11,521           | 5,866            | 25位         | 3,271            | [ 36 ] |
| 2018年    | 11,982           | 6,083            | 25位         | 3,491            | [ 37 ] |
| 2019年    | 12,411           | 6,263            | 24位         | 3,574            | [ 38 ] |

## 駅周辺
- りんくう まち処（泉佐野市の観光交流プラザ。外国人観光案内所でもある。）
- りんくう公園
- りんくう総合医療センター
  - 大阪府泉州救命救急センター
  - 市立泉佐野病院感染症センター
- りんくうパピリオ：りんくうタウン駅ビルの商業施設
- りんくうプレジャータウンSEACLE
- りんくうプレミアム・アウトレット
- スターゲイトホテル関西エアポート
- 関西エアポートワシントンホテル
- 大阪公立大学りんくうキャンパス
- 航空保安大学校
- SiSりんくうタワー（旧りんくうゲートタワービル）
- 関空アイスアリーナ
- トヨタレンタリース新大阪りんくうタウン駅前店
- バジェットレンタカー関西空港りんくう駅前店
- 新大阪タクシー泉南営業所

## バス路線

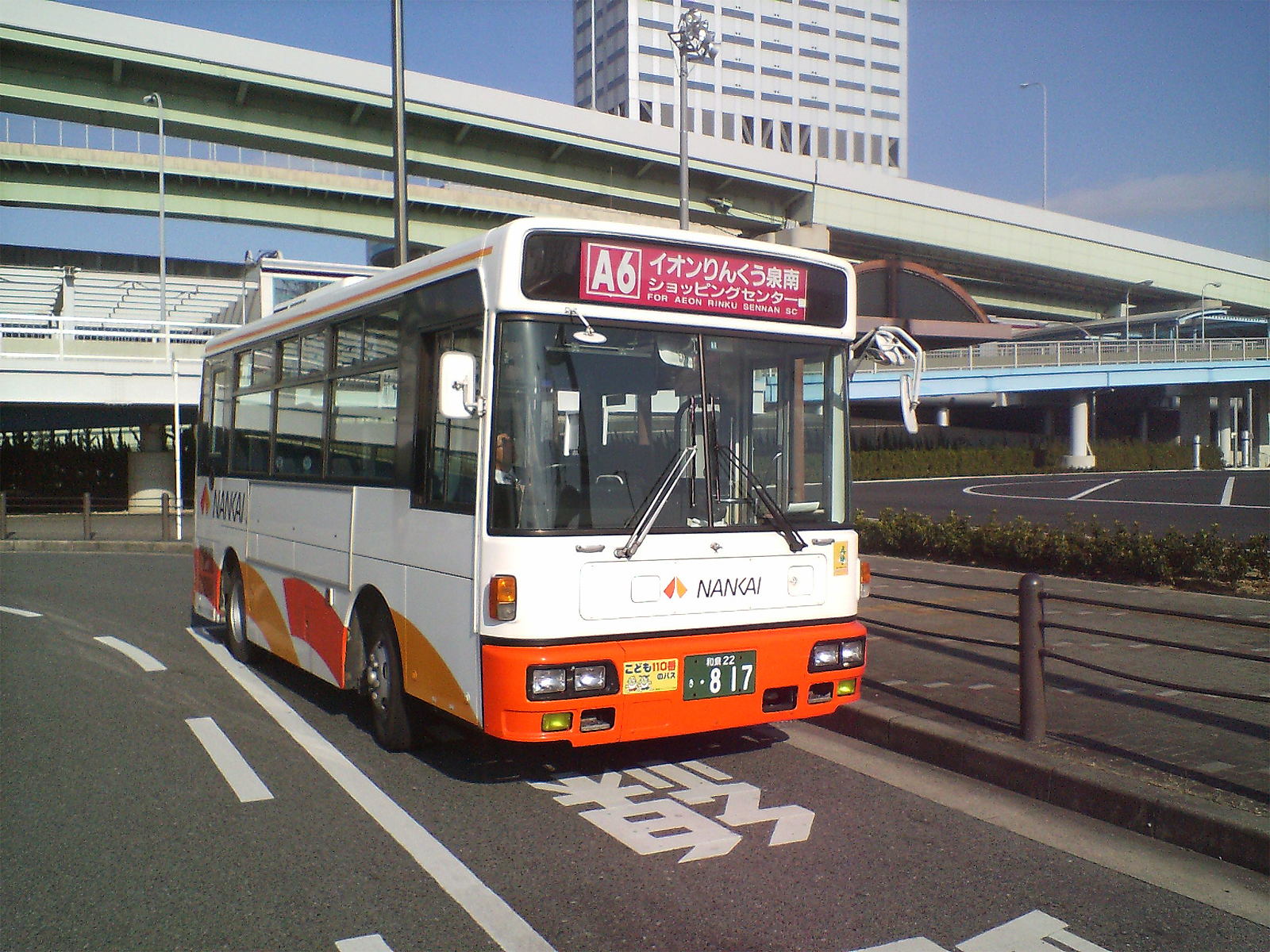
バスのりば

全路線とも駅前のバスターミナルから発着する。過去には関西国際空港への路線バスやアウル交通（ワールドツアーシステム）による船橋方面、杉崎高速バスによる大宮方面の高速バスが運行されていた。
1番のりば
- 南海バス
  - 深夜バス：関西空港方面
  - 泉北・河内長野空港線（Sorae）：泉ヶ丘駅方面（一部便のみ）
- 和歌山バス那賀
  - 特急バス：岩出駅方面

2番のりば
- 南海ウイングバス
  - 761・767・768系統：イオンモールりんくう泉南方面
  - 766C系統：りんくうポート北行き
  - 762・766・768系統：ワシントンホテル方面
- 関西空港交通
  - りんくうタウン線：関西空港方面

高速バスのりば
- 西日本ジェイアールバス
  - 白浜エクスプレス大阪号：白浜方面

## 隣の駅
南海電気鉄道
 南海空港線

- ■特急「ラピート」停車駅

■空港急行・■普通
泉佐野駅 (NK30) - りんくうタウン駅 (NK31) - 関西空港駅 (NK32)
西日本旅客鉄道（JR西日本）
 関西空港線
■関空快速・■直通快速・■シャトル（普通）
日根野駅 (JR-S45) - りんくうタウン駅 (JR-S46) - 関西空港駅 (JR-S47)